# Engobe

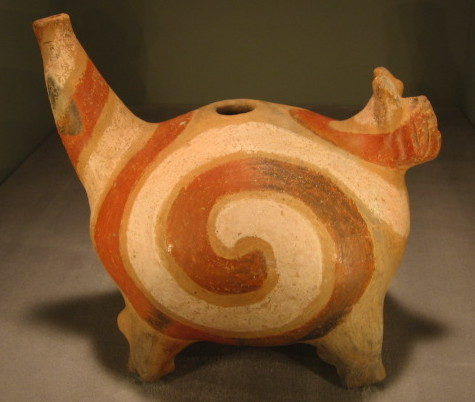
Décor d'engobes colorés,
céramique « panthère d'eau », culture mississipienne, Arkansas (USA), 1400-1600

L'engobe est un revêtement mince à base d'argile délayée (colorée ou non), appliqué sur une pièce céramique (tesson) pour modifier sa couleur naturelle, pour lui donner un aspect lisse ou pour obtenir une couche de base aux propriétés physico-chimiques spécifiques réagissant avec l'émail.

## Différence avec un émail
Un engobe se différencie d'un émail par sa teneur en argile. En effet, on a tendance à croire que les engobes ne produisent pas de surfaces vitrifiées, mais cela ne représente pas la réalité car certains engobes vitrifient sans problème. On parle alors d'engobe vitrifié.
La grande différence est que l'engobe contient beaucoup plus d'argile dans sa composition qu'un émail.

## Technique des engobes
Les engobes sont typiquement posés sur le tesson (le matériau céramique non cuit) quand il est vert (c'est-à-dire qu'il vient d'être façonné mais n'est pas encore sec ni cuit). Comme l'engobe contient de l'argile, s'il était posé sur la céramique sèche, il se fendillerait à cause du retrait de la terre.
Les engobes ne se posent généralement pas sur un biscuit ou une pièce déjà cuite.

### Composition
On peut utiliser n'importe quelle argile comme engobe, du moment que celle-ci adhère sur le tesson une fois cuit. Il existe certaines argiles (notamment le kaolin pur) qui ont tendance à se décoller du tesson une fois qu'il est cuit.
Une piste de recherche des potiers et céramistes est souvent de prélever les argiles et marnes présentes dans leur région et de les préparer en engobe, puis de les tester sur les différentes argiles qu'ils utilisent pour le façonnage de leurs pièces. Les engobes ainsi découverts recèlent en général une richesse et un caractère propre liés aux impuretés et aux spécificités du terrain local.

### Préparation
Pour préparer un engobe : 
1. On le concasse à sec.
2. Ensuite, on le tamise à sec pour ne garder que des particules fines (tamis de 80).
3. On le délaie à l'eau en le mixant éventuellement avec d'autres composés (cendres, feldspath, kaolin, oxydes… soit avant, soit après le délayage), jusqu'à l'obtention d'une viscosité type « crème liquide ».
4. On le tamise à nouveau à l'état liquide.

### Application
L'engobe peut être appliqué par :
- trempage ou immersion,
- à la louche,
- au pistolet,
- par dripping, où des gouttes tombent sur les pièces,
- à la poire,
- au pinceau.

Un engobe qui coule en cours d’engobage dénote une terre trop humide. A contrario, la pose de l'engobe sur une terre trop sèche peut provoquer la rupture ou la fêlure de l’objet.
L'écaillage d'un engobe en cours de séchage provient également d'une terre trop sèche. Les retraits de la terre et de l’engobe sont alors différents. Ce phénomène apparait aussi lorsque les compositions — terre et engobe — ne sont pas de même nature. C’est souvent le cas des terres chamottées.